# 賴裕傳
賴裕傳（1929年4月22日—1950年11月29日），筆名籟亮，中國共產黨黨員，高雄州高雄市鼓山人，因為台灣省工作委員會學生工作委員會案被判處死刑，1950年11月29日槍決於台北馬場町 。

## 生平
賴裕傳，1929年生，高雄州高雄市人，國立台灣師範大學英語系畢業。在校期間參加朱商彝等人籌組的銀鈴會會員，發行的《潮流》雜誌，並參與台灣新文學論戰，受楊逵積極主張的「台灣文學是中國文學的一環」思潮影響，賴裕傳曾撰述〈關於台灣新文學的兩個問題〉，提出批判性的觀點：「台灣新文學當然是和祖國文學一樣站在同一個新的歷史階段上的…這一個特殊性是以同一歷史階段為前提的，所以『台灣文學』是中國文學的一環」。
1946年中共指派蔡孝乾潛回臺灣，發展臺灣省工作委員會組織，1947年華東局派遣的徐懋德化名李絜（外省李）來台協助蔡孝乾組織學運，1947年5月陳水木由台北市工作委員會書記廖瑞發介紹加入中國共產黨，1947年8月陳水木與陳炳基、楊廷椅、劉沼光、劉登峰（化名丁某）組成台灣省工作委員會學生工作委員會 （簡稱學工委），1948年2月轉由徐懋德領導學工委。
賴裕傳與陳水木、鄭澤雄是英語系同學，學工委成立之初，陳水木即兼任師範學院支部書記，在校發展組織，隨著二二八事件之後台共組織快速擴大，許多學生受到影響思想左傾，1947年11月賴裕傳受陳水木吸收加入中國共產黨台灣師範學院支部 。
1949年7月賴裕傳畢業脫離組織，回到高雄母校高雄商業職業學校擔任教員。1950年1月陳水木將因為畢業、退學、逃亡而散返中南部的學生黨員加以組織，分別在新竹、台中、嘉義；台南、高雄成立支部。與原學工委任務不同轉變為地方工作性質。根據陳水木在保密局供述的：「我的組織關係名單」中，賴裕傳負責學工委高雄支部，領導鄭澤雄、李松盛、林賜安、洪天復、林慧哲。與根據賴裕傳的供述內容相當。
1949年9月台大法學院支部被破獲後，因戴傳李使基隆市工作委員會瓦解，四六事件後台大學生紛紛走避南部。1950年省工委書記蔡孝乾變節供出大批人員名單，導致中國共產黨在台組織瓦解，1950年5月10日李水井與吳思漢被捕，保密局循線逮補25人，並由此25人擴及省工委學工委及各省工委支部，保密局展開全台大搜捕，1950年5月27日賴裕傳在家被逮捕，隨著李水井、楊廷椅落網，學工委組織瓦解。
從學工委案的筆錄，各支部負責人與委員的陳述與組織圖都非常完整，根據台大法學院經濟系學生陳英泰回憶指出當時保密局以輕判作為誘餌獲取線索，李水井在軍法處審訊期間主張全盤托出，張志忠則主張堅守秘密 張志忠認為若全盤托出必遭判死刑，李水井則認為多數領導應可獲得幾個月牢獄的輕判。然四六事件發生之時尚無懲治叛亂條例，此條例已於1949年6月21公告實施。由於當時國共內戰國府兵敗如山倒之際，孤立無援對於島內共諜案並未立即給予判決有觀望之態勢，然而1950年6月韓戰爆發，美援的出現使國府對省工委案開始無所顧忌，依照懲治叛亂條例第二條第一項判處死刑，至此大量涉及省工委的特工密集遭判刑槍決。
1950年11月29日，台灣省保安處宣判賴裕傳死刑後即刻送台北市馬場町槍決，同時遭槍決者包含學工委案李水井、楊廷椅及相關支部書記陳水木、鄭文峰、王超倫、黃師廉、陳金目、吳瑞爐、葉盛吉、鄭澤雄共十一人。
賴裕傳、陳水木、鄭澤雄的同學柯旗化在口述歷史中感嘆，即使他們真的加入共產黨，難道就不能給他們改過自新的機會嗎?
賴裕傳在學工委期間發展的另一位組織成員王文培，在學工委案中並未被賴裕傳所供出，在回鄉後遭人檢舉，1953年被判處死刑。

## 平反
2018年10月4日，促轉三字第1075300110B號，正式撤銷受難者林慶雲君等1270人，其中(39)安潔字第 2302 號，有關賴裕傳共同以非法方法意圖顛覆政府而著手實行之有罪判決暨其刑及沒收之宣告正式撤銷。